# Singapur en los Juegos Mundiales de Breslavia 2017
Singapur fue uno de los 102 países que participaron en los Juegos Mundiales de 2017 celebrados en Breslavia, Polonia.
La delegación de Singapur estuvo compuesta por cuatro deportistas, dos hombres y dos mujeres, quienes compitieron todos en un único deporte, los Bolos.
Singapur no logró ganar ninguna medalla en esta edición de los Juegos Mundiales.

## Delegación

### Bolos
| Atleta                          | Categoría  | Clasificación | Clasificación | Fase de grupos                              | Fase de grupos | Octavos de final    | Octavos de final | Cuartos de final                  | Cuartos de final | Semifinal  | Semifinal  | Final/Medalla de bronce | Final/Medalla de bronce | Posición   |
| Atleta                          | Categoría  | Puntos        | Posición      | Oponente                                    | Resultado      | Oponente            | Resultado        | Oponente                          | Resultado        | Oponente   | Resultado  | Oponente                | Resultado               | Posición   |
| ------------------------------- | ---------- | ------------- | ------------- | ------------------------------------------- | -------------- | ------------------- | ---------------- | --------------------------------- | ---------------- | ---------- | ---------- | ----------------------- | ----------------------- | ---------- |
| Femenil                         |            |               |               |                                             |                |                     |                  |                                   |                  |            |            |                         |                         |            |
| Joey Yeo                        | Individual | 1381          | 8             | –                                           | –              | # Patricia de Faria | 1:2              | eliminada                         | eliminada        | eliminada  | eliminada  | eliminada               | eliminada               | eliminada  |
| Jasmine Yeong-Nathan            | Individual | 1260          | 18            | –                                           | –              | eliminada           | eliminada        | eliminada                         | eliminada        | eliminada  | eliminada  | eliminada               | eliminada               | eliminada  |
| Joey Yeo y Jasmine Yeong-Nathan | Dobles     | –             | –             | # Sandra Góngora y Tannya López             | 845:911        | –                   | –                | # Rocío Restrepo y Clara Guerrero | 847:949          | eliminada  | eliminada  | eliminada               | eliminada               | eliminada  |
| Joey Yeo y Jasmine Yeong-Nathan | Dobles     | –             | –             | # Liliia Kononenko y Daria Kovalova         | 934:802        | –                   | –                | # Rocío Restrepo y Clara Guerrero | 847:949          | eliminada  | eliminada  | eliminada               | eliminada               | eliminada  |
| Joey Yeo y Jasmine Yeong-Nathan | Dobles     | –             | –             | # Becky Daly y Samantha Hannan              | 943:821        | –                   | –                | # Rocío Restrepo y Clara Guerrero | 847:949          | eliminada  | eliminada  | eliminada               | eliminada               | eliminada  |
| Varonil                         |            |               |               |                                             |                |                     |                  |                                   |                  |            |            |                         |                         |            |
| Marcus Kiew                     | Individual | 1281          | 25            | –                                           | –              | eliminado           | eliminado        | eliminado                         | eliminado        | eliminado  | eliminado  | eliminado               | eliminado               | eliminado  |
| Qi En Kuek                      | Individual | 1401          | 4             | –                                           | –              | # Tommy Jones       | 0:2              | eliminado                         | eliminado        | eliminado  | eliminado  | eliminado               | eliminado               | eliminado  |
| Marcus Kiuek y Qui En Kuek      | Dobles     | –             | –             | # Yuhi Shimbata y Shogo Wada                | 951:977        | –                   | –                | # Dan McLelland y Francois Lavoie | 898:951          | eliminados | eliminados | eliminados              | eliminados              | eliminados |
| Marcus Kiuek y Qui En Kuek      | Dobles     | –             | –             | # Jesper Agerbo y Thomas Larsen             | 1015:918       | –                   | –                | # Dan McLelland y Francois Lavoie | 898:951          | eliminados | eliminados | eliminados              | eliminados              | eliminados |
| Marcus Kiuek y Qui En Kuek      | Dobles     | –             | –             | # Salvatore Polizzotto y Massimiliano Celli | 938:822        | –                   | –                | # Dan McLelland y Francois Lavoie | 898:951          | eliminados | eliminados | eliminados              | eliminados              | eliminados |